# Saint-Germain, Haute-Saône
Saint-Germain là một xã ở tỉnh Haute-Saône trong vùng Bourgogne-Franche-Comté phía đông nước Pháp.